# Lekvár

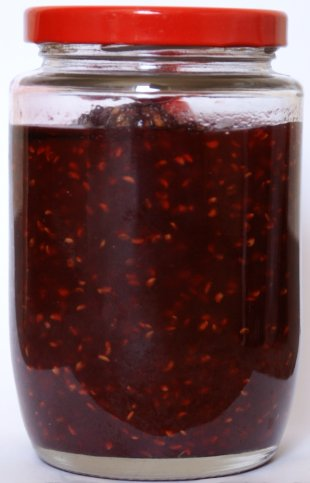
Málnalekvár

A lekvár vagy gyümölcsíz olyan sűrű pép, amely a gyümölcs cukorral vagy cukor nélkül történő főzése által jön létre. Főleg szilvából és sárgabarackból készítik a hagyományos házilekvárt, amely tipikusan kelet-közép-európai étel.

## A szó eredete
A lekvár nevet egészen az 1350-es évekig vissza lehet vezetni. A szó a középkori orvosok által használt latin alactuarium (később, magyarosodva: liktárium) kifejezésből származik, amely azt a mézes szirupot jelentette, amelybe az önmagukban rossz ízű gyógyszereket belekeverték, hogy könnyebb legyen bevenni őket.
Mindezek ellenére valószínűbb hogy lekvár szavunk a XIX. század második felében a „nyalánkság” szavunk, a Monarchiában nem ritka pongyola német fordítás – Leckware – visszamagyarosításával keletkezett. Ezen állítás valószínűségét azzal is alá lehet támasztani, hogy a „lekvár” címszó Czuczor Gergely és Fogarasi János 1865-ben megjelent, „A magyar nyelv szótára” című hatalmas művének harmadik kötetében, ahol az ábécésorrend szerint lennie kellene – jóllehet, az 110 784 cikket tartalmaz – még nem szerepel.

## Leírása

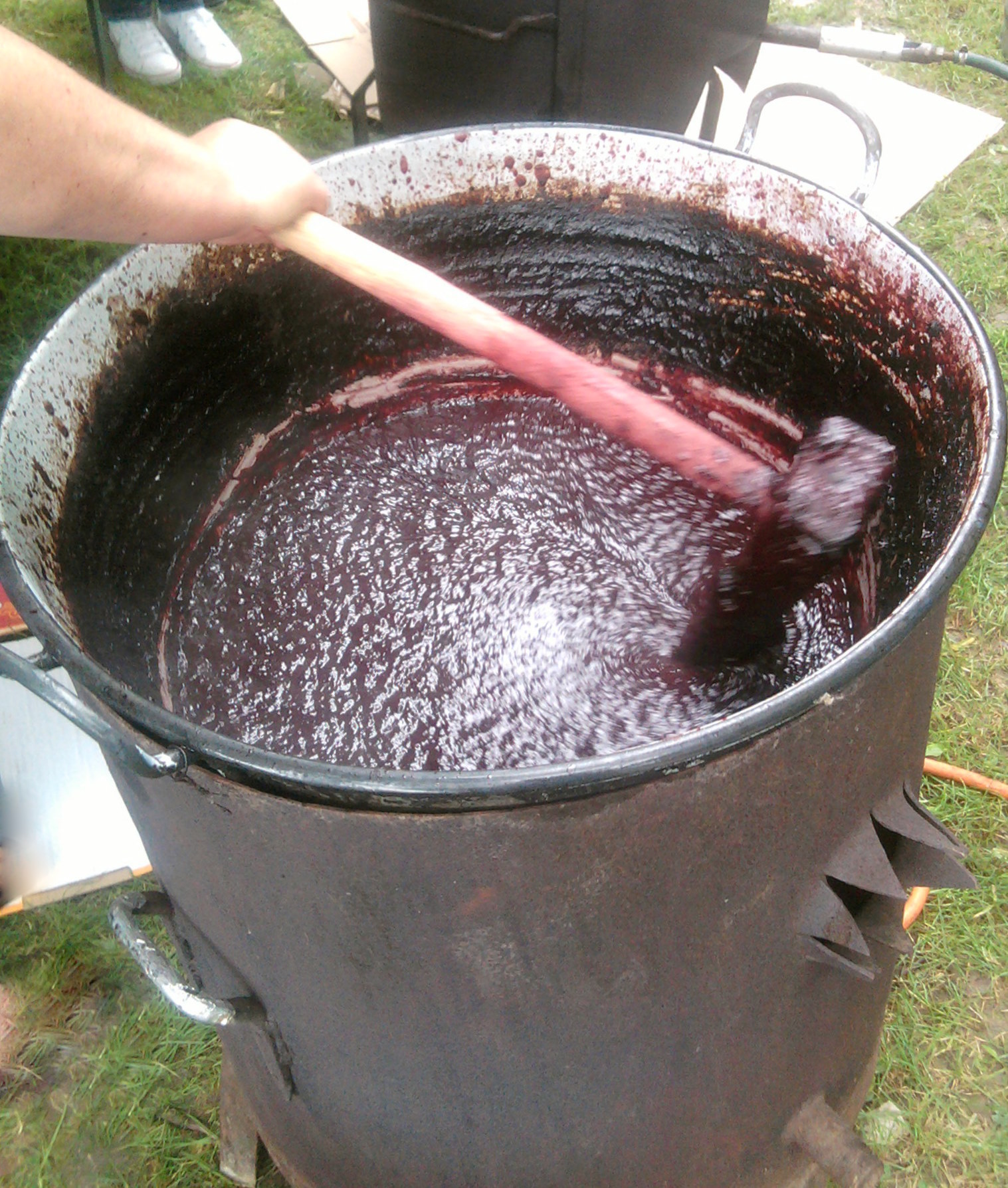
Hagyományos szilvalekvárfőzés

Cukor nélkül elsősorban szilvát, kajszibarackot, szőlőt és cseresznyét főznek be. Ezeket hosszan, viszonylag mérsékelt hőmérsékleten, állandó keverés mellett főzik, amíg a víz elpárolgása miatt a gyümölcsben található cukor koncentrációja a megfelelő mértéket el nem éri. A sűrűsödésben a gyümölcs pektintartalma is szerepet játszik.
A mesterségesen édesített lekvárokhoz cukrot, vagy mesterséges édesítőszereket, valamint zselésítő anyagokat (pl. pektint, guargumit, zselatint, agaragart) és gyakran tartósítószert használnak.
A magas cukortartalom baktericid és fungicid hatású, így 50% cukortartalom felett nem szükséges tartósítószer, míg az alacsony cukortartalmú lekvárok csak korlátozott ideig tarthatók el.
A kész (házi)lekvárt a felfőzés után lezárt befőttesüvegben „dunszt”-ba teszik.

## A lekvár és a dzsem
A nyugat- és észak-európai eredetű dzsem abban különbözik a lekvártól, hogy gyümölcsdarabokat tartalmaz, és nem olyan homogén mint a lekvár. A dzsemet főzés nélkül is lehet készíteni. A lekvár 100% gyümölcs (+cukor), míg a dzsem nem feltétlenül. Dzsem ezenkívül készülhet zöldségből is.